# Flauto di Pan
Il flauto di Pan è uno strumento a fiato, costituito da  canne, il cui numero può variare, di lunghezza diversa e legate o unite tra loro. Per ottenere il suono si soffia trasversalmente sulle aperture superiori delle canne. 
I flauti di Pan costituiscono una famiglia di strumenti denominati "serie di flauti con imboccatura a un'estremità".
Tra i flauti di Pan più noti c'è la zampoña della musica andina.

## Descrizione e storia
Il flauto di Pan è l'antenato dell'organo a canne e, non avendo fori per le dita, dell'armonica a bocca; ma mentre quest'ultima è uno strumento ad ance libere, il flauto di Pan è un aerofono labiale a canne.
Nella religione greca antica Siringa è una ninfa naiade. Seguace di Artemide, fu inseguita dal dio Pan desideroso di possederla e sfuggendogli giunse fino alle rive del fiume Ladone, dove invocò l'aiuto delle Naiadi. Da loro fu trasformata in canne palustri che al soffio del vento emettevano un suono delicato. Udendo quel suono Pan decise di costruire un nuovo strumento musicale (il flauto di Pan) a cui diede il nome della ninfa. Pan (un satiro, cioè metà capra e metà umano, con corna, orecchie a punta e pizzetto) suonava questo flauto per incantare  i viandanti: è per questo che oggi è chiamato flauto di Pan. 
Nelle fonti latine i flauti di Pan venivano anche chiamati con altri nomi, collegati alla loro forma o al materiale usato per costruirli, per esempio arundo (“canna”), fistula (“tubo”) o buxus (“legno di bosso”).
Nei paesi dell'America Latina, il flauto di Pan è detto zampoña.

## Struttura
Il flauto di Pan classico, chiamato anche siringa, è composto da un numero variabile di canne. Il materiale più comunemente usato è il bambù, talvolta è utilizzato il legno d'acero. Le canne sono disposte verticalmente e unite orizzontalmente con corde, guardando il suonatore in modo decrescente da sinistra a destra.
Le forme fondamentali del Flauto di Pan sono quattro:
- Forma semplice: è la forma più utilizzata, le canne vengono disposte a zattera, le canne più corte devono essere alla sinistra del musicista.
- Forma scavata in un solo pezzo: prendendo un pezzo rettangolare del materiale (di solito vengono usati materiali di legno), si scava la forma del Flauto di Pan.
- Forma doppia: sono due forme semplici affiancate fra loro.
- Forma a fascio: le canne sono raggruppate e unite a forma di grappolo d’uva.

## Modo di suonare
Il flauto di Pan va suonato tenendo la fila di canne inferiori, se disposto su due file come da modello andino, rivolte verso di sé, e comunque con le canne più corte, che emettono suoni acuti, verso la sinistra di chi suona.
Il soffio deve essere emesso a labbra strette, in modo da lasciare una fessura né troppo stretta né troppo larga, abbastanza per far passare un flusso d'aria leggera e veloce, da spingere sgonfiando i polmoni senza movimenti dei muscoli addominali. Inoltre, bisogna accertarsi che il Flauto di Pan non abbia le canne secche, poiché se le canne si seccano man mano che lo strumento viene suonato l'intonazione cambia e cala. Normalmente, riguardo alle tonalità, le siringhe si rifanno ai luoghi d'origine, le siringhe africane sono senza tonalità fissa, anche se la nota più grave è sempre un do e quella più acuta è spesso un sol, le siringhe dei mahori sono in diverse tonalità che si possono paragonare, come estensione, ai flauti soprano, contralto, tenore e basso.

## Utilizzo

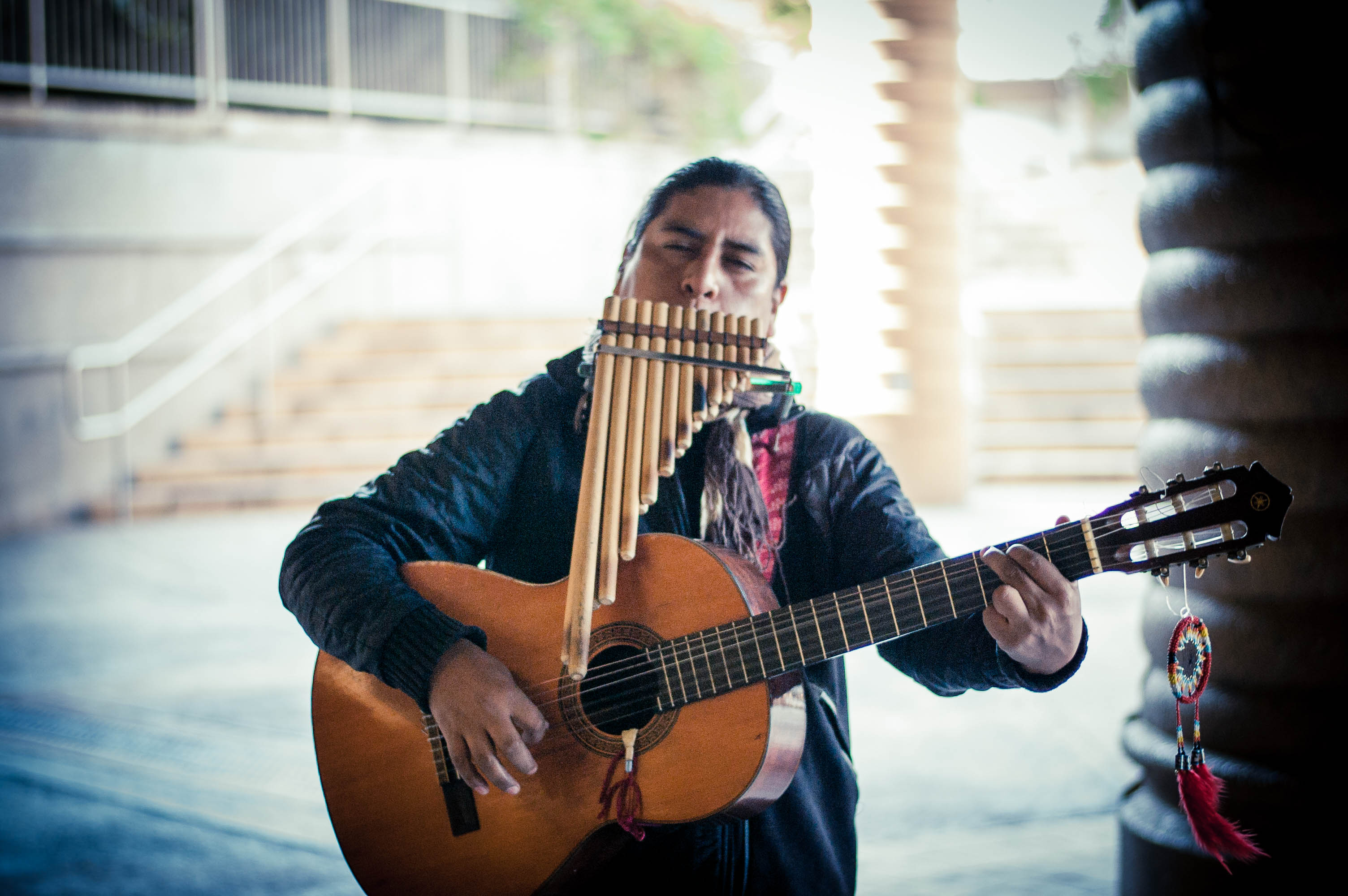
Artista di strada che suona una zampoña

Il flauto di Pan è uno strumento che viene molto usato nella musica andina, più precisamente in Perù, Argentina, Bolivia, Ecuador e Cile. È proprio in quest'ultima che viene utilizzato di più da gruppi appartenenti alla corrente della Nueva Canción Chilena come gli Inti-Illimani e i Quilapayún, tanto da renderlo uno degli strumenti tipici della cultura andina.
Tra i gruppi svizzeri che lo hanno utilizzato ci sono Peter, Sue & Marc. Il rumeno Gheorghe Zamfir è attualmente considerato l'artista più virtuoso nell'utilizzo di questo strumento tra i flautisti dell'epoca contemporanea.
Essendo uno strumento di origine greca, anche i connazionali Aphrodite's Child ne hanno fatto largo uso.